# 弥生ケ丘町
弥生ケ丘町（やよいがおかちょう）は、兵庫県尼崎市の町名。「丁目」の設定のない単独町名である。住居表示実施済区域。

## 地理
町内のほぼ全域を弥生ケ丘墓園が占め、市営の弥生ケ丘斎場がある。町内の南側を名神高速道路が通過し、北側を藻川が流れる。

### 小字
柳島、神田（一部）

## 歴史

### 沿革
- 1889年（明治22年）4月1日 - 町村制の施行により、久々知村、下坂部村、潮江村、次屋村、浜村、西川村、善法寺村、額田村、高田村、神崎村、長洲村、杭瀬村、梶ヶ島村、常光寺村、西長洲村、金楽寺村、今福村、大物村が合併して川辺郡小田村が発足。小田村大字善法寺となる。
- 1936年（昭和11年）4月1日 - 小田村が尼崎市と新設合併し、尼崎市（二代目）が発足。尼崎市大字善法寺となる。
- 1981年（昭和56年）11月1日 - 住居表示の実施に伴い善法寺は廃止となり、善法寺町を新設。一部が弥生ケ丘町となった[6]。

## 世帯数と人口
2021年（令和3年）3月31日現在（尼崎市発表）の世帯数と人口は以下の通りである。
| 町丁       | 世帯数 | 人口 |
| ---------- | ------ | ---- |
| 弥生ケ丘町 | 0世帯  | 0人  |

## 学区
市立小・中学校に通う場合、学区は以下の通りとなる（2021年4月時点）。
| 町丁       | 番・番地等 | 小学校             | 中学校             |
| ---------- | ---------- | ------------------ | ------------------ |
| 弥生ケ丘町 | 全域       | 尼崎市立小園小学校 | 尼崎市立小園中学校 |

## 事業所
2016年（平成28年）現在の事業所数と従業員数は以下の通りである。
| 町丁       | 事業所数 | 従業員数 |
| ---------- | -------- | -------- |
| 弥生ケ丘町 | 1事業所  | 18人     |

## 交通

### 鉄道
鉄道は走っていない。

### バス
| 路線番号 | 業者     | 起点     | 町内の停留所                 | 終点                   |
| -------- | -------- | -------- | ---------------------------- | ---------------------- |
| 23       | 阪神バス | 戸ノ内   | (東園田町)-弥生が丘-(額田町) | 阪神尼崎               |
| 24       | 阪神バス | 阪急園田 | (東園田町)-弥生が丘-(額田町) | 阪神杭瀬               |
| AD3      | 阪神バス | 阪急園田 | (東園田町)-弥生が丘-(額田町) | 尼崎ドライブスクール前 |

### 道路
- 名神高速道路

## 施設
- 尼崎市弥生ケ丘墓園（弥生ケ丘町2-1）- 1955年（昭和30年）4月着工[9]。面積は48,022平方メートル[9]。
- 尼崎市立弥生ケ丘斎場（弥生ケ丘町1-1）- 2004年（平成16年）4月1日より全体供用開始[10]。